# Oricon
Oricon (オリコン) est une société japonaise qui fournit des statistiques de ventes et des actualités en relation avec l'industrie du divertissement (musique, livres, mangas, DVD). Le nom « Oricon » est dérivé des mots anglais « Original Confidence ».
Fondée en 1999, la société est particulièrement connue pour ses classements musicaux annuels et hebdomadaires.
Le classement annuel débute début décembre et se termine à la fin du mois de novembre de l'année suivante. Il ne dure que 51 semaines au lieu des 52 que compte une année normale.

## Classements
Liste des différents classements présents sur le site Oricon :

### Classements musicaux
- Total Singles Chart
- Total Albums Chart
- Singles Chart
- Albums Chart
- Digital Singles Chart
- Digital Albums Chart
- Streaming Chart
- Western Albums Chart
- Rock Singles Chart
- Rock Albums Chart
- DANCE & SOUL Albums Chart
- Indie Singles Chart
- Indie Albums Chart
- Anime Singles Chart
- Anime Albums Chart
- Karaoke Chart
- YouTube Chart

### Classements vidéos
- DVD Chart
- Music DVD Chart
- Movie DVD Chart
- Anime DVD Chart
- Blu-ray Disc Chart
- Music Blu-ray Disc Chart
- Movie Blu-ray Disc Chart
- Anime Blu-ray Disc Chart
- Music DVD / Blu-ray Disc Chart
- Theatrical Movie Chart

### Classements littéraire
- Book Chart
- Manga Chart
- Bunkobon Chart
- Photo Book Chart
- Light Novel Chart
- Literary Book Chart
- Fashion Magazine Chart
- Cooking Book Chart
- Self-development Book Chart
- Gaming Guide Chart